# 24 uur van Daytona 1977
De 24 uur van Daytona 1977 was de 15e editie van deze endurancerace. De race werd verreden op 5 en 6 februari 1977 op de Daytona International Speedway nabij Daytona Beach, Florida.
De race werd gewonnen door de Ecurie Escargot #43 gereden door Hurley Haywood, John Graves en Dave Helmick. Voor Haywood was het zijn derde Daytona-zege, terwijl Graves en Helmick allebei hun eerste overwinning behaalden. De Gr.5-klasse werd gewonnen door de Jolly Club #3 van Carlo Facetti, Martino Finotto en Romeo Camathias. De GTU-klasse werd gewonnen door de Bob Hindson #42 van Bob Hindson, Frank Carney en Dick Davenport. De Sports-klasse werd gewonnen door de Inaltéra Motors #20 van Jean Rondeau en Jean-Pierre Beltoise.

## Race
Winnaars in hun klasse zijn vetgedrukt.
| Pos. | Klasse | No. | Team                              | Coureurs                                               | Chassis                        | Ronden |
| ---- | ------ | --- | --------------------------------- | ------------------------------------------------------ | ------------------------------ | ------ |
| 1    | GTO    | 43  | Ecurie Escargot                   | Hurley Haywood John Graves Dave Helmick                | Porsche 911 Carrera RSR        | 681    |
| 2    | Gr.5   | 3   | Jolly Club                        | Carlo Facetti Martino Finotto Romeo Camathias          | Porsche 935                    | 679    |
| 3    | Gr.5   | 8   | Porsche Kremer Racing             | Reinhold Joest Bob Wollek Albrecht Krebs               | Porsche 935                    | 670    |
| 4    | GTO    | 30  | George Dyer Racing                | George Dyer Brad Frisselle                             | Porsche 911 Carrera RSR        | 663    |
| 5    | GTO    | 64  | Ramsey Ferrari/Modena Sports Cars | Elliott Forbes-Robinson Paul Newman Milt Minter        | Ferrari 365 GTB/4 Competizione | 631    |
| 6    | GTO    | 48  | Autodyne                          | Luis Sereix John Carusso Emory Donaldson               | Chevrolet Corvette             | 628    |
| 7    | GTU    | 42  | Bob Hindson                       | Bob Hindson Frank Carney Dick Davenport                | Porsche 911 S                  | 624    |
| 8    | GTU    | 28  | Richard Weiss                     | Richard Weiss Bill Alsup Raymond Gage                  | Porsche 911 S                  | 596    |
| 9    | GTU    | 07  | Charles Mendez                    | Charles Mendez Dave Cowart Dave Panaccione             | Porsche 911 T                  | 591    |
| 10   | GTO    | 61  | Brumos Racing                     | Peter Gregg Jim Busby                                  | Porsche 934                    | 590    |
| 11   | GTU    | 11  | R & R Racing                      | Rusty Bond Ren Tilton John Thomas                      | Porsche 911 S                  | 586    |
| 12   | GTU    | 27  | SVD Automotive                    | Ray Mummery Jack Refenning Ralph Noseda                | Porsche 911 S                  | 581    |
| 13   | GTO    | 58  | Diego Febles Racing               | Diego Febles Mandy Gonzalez Hiram Cruz                 | Porsche 911 Carrera RSR        | 537    |
| 14   | GTO    | 73  | Howey Farms                       | Clark Howey David Crabtree Dale Koch                   | Chevrolet Corvette             | 515    |
| 15   | GTU    | 71  | The Foreign Exchange              | John Higgins Chip Mead Dave White                      | Porsche 911 S                  | 508    |
| 16   | GTO    | 6   | Levi's Team Highball              | Amos Johnson Dennis Shaw Steve Anderson                | AMC Gremlin                    | 506    |
| 17   | GTO    | 18  | Terry Wolters                     | Jack Swanson Terry Wolters                             | Chevrolet Camaro               | 484    |
| 18   | GTO    | 02  | Al Levenson                       | Al Levenson Dan Rice Guido Levetto                     | Chevrolet Corvette             | 475    |
| 19   | GTO    | 77  | Mancuso Chevrolet                 | Burt Greenwood Rick Mancuso John Cargill Dave Heinz    | Chevrolet Corvette             | 470    |
| 20   | GTU    | 10  | Race Car                          | Marion Speer Windle Turley Hal Sahlman                 | Porsche 911 S                  | 464    |
| 21   | GTU    | 33  | Ara Dube                          | Ara Dube Harro Zitza Joe Castellano                    | Porsche 911                    | 441    |
| 22   | GTO    | 50  | Tom Waugh                         | Tom Waugh John Rulon-Miller Bob Punch                  | AMC Hornet                     | 394    |
| 23   | GTO    | 72  | Bill Arnold Racing                | Bill Arnold Carl Thompson Billy Hagan                  | Chevrolet Corvette             | 378    |
| DNF  | GTU    | 34  | Drolsom Racing                    | George Drolsom Bill Scott Tom Bagley                   | Porsche 911 S                  | 377    |
| DNF  | GTO    | 47  | BMW North America                 | John Fitzpatrick Kenper Miller Paul Miller             | BMW 3.5 CSL                    | 368    |
| 26   | GTO    | 13  | University of Pittsburgh          | Bob Fryer Richard Bostyan Ed Lowther                   | AMC Javelin                    | 366    |
| DNF  | GTO    | 9   | Bytzek Automotive Design          | Klaus Bytzek Harry Bytzek Rudy Bartling                | Porsche 911 Carrera RSR        | 343    |
| DNF  | Sports | 20  | Inaltéra Motors                   | Jean Rondeau Jean-Pierre Beltoise                      | Inaltéra LM                    | 366    |
| DNF  | GTO    | 05  | Red Roof Inns, Inc.               | Jim Trueman Jerry Thompson Don Yenko                   | Chevrolet Monza                | 300    |
| DNF  | GTO    | 66  | Ramsey Ferrari/Modena Sports Cars | Tony Adamowicz John Cannon Dick Barbour                | Ferrari 365 GTB/4 Competizione | 286    |
| DNF  | GTO    | 66  | Clay Young                        | Gene Felton Buzz Cason James Reeve                     | Chevrolet Camaro               | 251    |
| DNF  | GTO    | 70  | Michael Callas                    | Adrian Gang W. K. Gonzalez Tim Duke                    | Porsche 911 Carrera RSR        | 247    |
| DNF  | GTO    | 14  | Holbert Racing                    | Al Holbert Michael Keyser Claude Ballot-Léna           | Chevrolet Monza                | 246    |
| DNF  | GTO    | 38  | John Paul                         | John Paul sr. John O'Steen Bob Hagestad                | Porsche 911 Carrera RSR        | 217    |
| DNF  | GTO    | 46  | Mauricio de Narváez               | Mauricio de Narváez Albert Naon John Freyre            | Porsche 911 Carrera RSR        | 199    |
| DNF  | GTO    | 99  | Phil Currin                       | Phil Currin Rob Hoskins Peter Knab                     | Chevrolet Corvette             | 196    |
| DNF  | GTO    | 39  | Wiley Doran                       | Wiley Doran Jim Barnett Charles Pelz                   | Chevrolet Corvette             | 191    |
| DNF  | GTO    | 40  | Robert V. LaMay                   | Andre Sepelon Bob Lee Larry Parker                     | Ford Mustang                   | 180    |
| DNF  | GTO    | 24  | Executive Industries              | Tom Frank Carl Shafer                                  | Porsche 911 Carrera RSR        | 178    |
| DNF  | GTO    | 2   | BMW North America                 | David Hobbs Ronnie Peterson Sam Posey                  | BMW 320i Turbo                 | 177    |
| DNF  | GTO    | 41  | Jones Ind. Racing                 | Herb Jones jr. Steve Faul                              | Chevrolet Camaro               | 154    |
| DNF  | GTO    | 55  | Rick Thompkins                    | Rick Thompkins Dave Heinz Lamar Mann                   | Chevrolet Corvette             | 151    |
| DNF  | GTO    | 49  | Fillingham Racing                 | Sam Fillingham Mike Williamson K. P. Jones             | Chevrolet Corvette             | 117    |
| DNF  | GTO    | 84  | Lenton B. McGill                  | Russ Boykin Sam Henderson C. C. Canada                 | Chevrolet Camaro               | 106    |
| DNF  | GTU    | 7   | Hallet Motor Racing Circuit       | Anatoly Arutunoff José Marina Brian Goellnicht         | Lancia Stratos HF              | 99     |
| DNF  | GTO    | 78  | Babe's Garage                     | Babe Headley Sam Feinstein Skip Panzarella             | Chevrolet Corvette             | 85     |
| DNF  | Sports | 21  | Inaltéra Motors                   | Christine Beckers Lella Lombardi                       | Inaltéra LM                    | 78     |
| DNF  | GTO    | 63  | Interscope Racing                 | Ted Field Jon Woodner Howdy Holmes                     | Porsche 911 Carrera RSR        | 72     |
| DNF  | GTO    | 36  | Bill Boye                         | Bill Boye Jere Gillan                                  | AMC Gremlin                    | 60     |
| DNF  | GTU    | 98  | Ralph Tolman                      | Ralph Tolman Mike Brockman Sam Sommers                 | Lotus Europa                   | 50     |
| DNF  | GTO    | 80  | Carmon Solomone                   | Carm Solomone Fred Lang Buzz Fyhrie                    | Chevrolet Camaro               | 48     |
| DNF  | GTU    | 51  | Kirby-Hitchcock Racing            | Robert Kirby John Hotchkis Dennis Aase                 | Porsche 914/6                  | 47     |
| DNF  | Sports | 00  | Interscope Racing                 | Danny Ongais George Follmer Ted Field                  | Porsche 911 Carrera RSR Turbo  | 35     |
| DNF  | GTU    | 01  | Sports Ltd. Racing                | Bob Bergstrom Jim Cook                                 | Porsche 911 S                  | 29     |
| DNF  | GTO    | 17  | Tim Chitwood                      | Vince Gimondo Tim Chitwood                             | Chevrolet Nova                 | 20     |
| DNF  | GTU    | 03  | Bavarian Motors International     | Bruno Beilcke Alf Gebhardt                             | BMW 2002                       | 8      |
| DNF  | Gr.5   | 1   | Martini Racing Porsche System     | Jacky Ickx Jochen Mass                                 | Porsche 935                    | 452    |
| DNS  | GTO    | 04  | Bill Nelson                       | Dale Kreider Bob DeMarco                               | Pontiac Astre                  | 0      |
| DNS  | GTO    | 65  | Ramsey Ferrari/Modena Sports Cars | Bobby Carradine John Morton Roy Woods                  | Ferrari 365 GTB/4 Competizione | 0      |
| DNS  | GTO    | 79  | Michael Callas                    | Michael Callas Jerry Jolly Pierre Laffeach Peter Papke | Porsche 911 Carrera RSR        | 0      |

1962 · 1963 · 1964 · 1965 · 1966 · 1967 · 1968 · 1969 · 1970 · 1971 · 1972 · 1973 · 1974 · 1975 · 1976 · 1977 · 1978 · 1979 · 1980 · 1981 · 1982 · 1983 · 1984 · 1985 · 1986 · 1987 · 1988 · 1989 · 1990 · 1991 · 1992 · 1993 · 1994 · 1995 · 1996 · 1997 · 1998 · 1999 · 2000 · 2001 · 2002 · 2003 · 2004 · 2005 · 2006 · 2007 · 2008 · 2009 · 2010 · 2011 · 2012 · 2013 · 2014 · 2015 · 2016 · 2017 · 2018 · 2019 · 2020 · 2021 · 2022 · 2023 · 2024 · 2025